# 怒りオヤジ
『怒りオヤジ〜愛の説教対局〜』（いかりおやじ あいのせっきょうたいきょく）は、2005年4月8日から同年6月24日までテレビ東京系列で放送されていた深夜バラエティ番組。同年10月13日に『怒りオヤジ3』（－さん）と改称・リニューアルし再開され、2009年3月26日まで放送されていた。

## 番組概要
- 番組内容は、毎回ある悩みを抱えた「ダメ人間（一般人が基本だが芸能人が出演することもある）」を芸能人が叱り更生させる「一般応募型叱られバラエティ」。囲碁将棋の様な対局スタイルで1局10分間の説教を2局、最終局と合計30分間行う。その対局を別室でMCが解説する。対局のアシスタントを務めるのは及川奈央。
- 2005年4月8日から放送された第1期（「第1期」という名称は、リニューアルされた『怒りオヤジ3』が放送されてから、双方を区別するため便宜上付けた仮称である）のMCはさまぁ〜ずが務めていたが、『怒りオヤジ3』からはカンニング・竹山隆範となった。
- 2005年11月17日放送からはおぎやはぎ・矢作兼もMCとしてレギュラー出演している。ナレーションは第1期からつぶやきシロー。リニューアルの際、30分番組から40分番組となった。
- 「世界オヤジ」という企画があったが、途中で終了している（2008年2月・3月、出演者は蛭子能収、出川哲朗、山崎邦正、ふかわりょう）。
- 2009年7月1日に4か月ぶりに世界オヤジの決勝という設定で、1時間のスペシャル版が放送された。出演者は有吉弘行、堀内健、出川哲朗。
- 2009年12月25日に「愛と涙の紅白説教合戦」と題して紅組（挑戦者）と白組（名人）に分かれて対決した。結果は紅組の勝利。出演者はブラザー・トム、水木一郎、ふかわりょう、蛭子能収、出川哲朗。

## 出演者
- さまぁ〜ず（大竹一樹・三村マサカズ）（MC、2005年4月13日-6月24日）

『怒りオヤジ3』になってから出演はしていないが、番組冒頭の題字はさまぁ〜ずの二人によるもの。
- 及川奈央（アシスタント、2005年4月13日-）

基本的にアシスタントだが、ふかわりょうに代わって対局したこともある。(私面食いなんですが何か？にて)
- つぶやきシロー（ナレーション、2005年4月13日-）
- 竹山隆範（MC、2005年10月13日-）
- 矢作兼（MC、2005年11月17日-）

## 過去の対局
| 回 | 放送日  | 対局                                                 | 備考   |
| -- | ------- | ---------------------------------------------------- | ------ |
| 1  | 4月8日  | 蛭子能収名人 VS “芸人志望35歳大学生”                 |        |
| 2  | 4月15日 | 出川哲朗名人 VS “浮気性SEX中毒女”（前半）            |        |
| 3  | 4月22日 | 出川哲朗名人 VS “浮気性SEX中毒女”（後半）            |        |
| 4  | 4月29日 | ふかわりょう名人 VS “面食い処女美人”                 |        |
| 5  | 5月6日  | KABA.ちゃん名人 VS “外見で判断してほしくない女”      |        |
| 6  | 5月13日 | 加藤鷹名人 VS “AV男優をナメきった男”                 |        |
| 7  | 5月20日 | 松野明美名人 VS “中絶バンバ女”                       |        |
| 8  | 5月27日 | 阿藤快名人 VS “35歳無職ニート”                       |        |
| 9  | 6月3日  | 野々村真名人 VS “パチスロ中毒夫婦”                   |        |
| 10 | 6月10日 | なぎら健壱名人 VS “男をナメている女”                 |        |
| 11 | 6月17日 | 寺門ジモン名人（ダチョウ倶楽部） VS “夫と別れたい女” |        |
| 12 | 6月24日 |                                                      | 総集編 |

| 回 | 放送日   | 対局                                                                                       | 備考                                                 |
| -- | -------- | ------------------------------------------------------------------------------------------ | ---------------------------------------------------- |
| 1  | 10月13日 | ふかわりょう（2級） VS “面食い処女美人”                                                    |                                                      |
| 2  | 10月20日 | ふかわりょう（2級） VS “面食い処女美人” ブラザートム名人 VS “31歳自称天才ニート”           |                                                      |
| 3  | 10月27日 | ブラザートム名人 VS “31歳自称天才ニート” 出川哲朗名人 VS “芸能人とSEXするのが生きがいの女” |                                                      |
| 4  | 11月3日  | 出川哲朗名人 VS “芸能人とSEXするのが生きがいの女”                                          |                                                      |
| 5  | 11月10日 | 竹山隆範名人 VS “SMプレイ不倫女”                                                           |                                                      |
| 6  | 11月17日 | TIM名人 VS “17歳未婚の母”                                                                  |                                                      |
| 7  | 11月24日 | 蛭子能収名人 VS “男は顔だと思う俳優志望の男”                                               |                                                      |
| 8  | 12月1日  | クワバタオハラ（4級） VS “女はバカだと思っている男”                                        |                                                      |
| 9  | 12月8日  | 山崎邦正（アマ） VS “20歳援交ギャル”                                                       |                                                      |
| 10 | 12月15日 |                                                                                            | 総集編『大忘年会 及川奈央セレクション あの人は今SP』 |
| 11 | 12月22日 | ビビる大木名人 VS “川崎No.1ソープ嬢”                                                       |                                                      |
| 12 | 12月29日 | 有田哲平名人（くりぃむしちゅー） VS “面食い処女軍団”                                       | 冬の陣1時間スペシャル                                |

| 回 | 放送日   | 対局 | 備考 |
| -- | -------- | --- | --- |
| 13 | 1月5日   | ふかわりょう（2級）& 出川哲朗名人 VS “15歳家出中学生”                                                                                | 出張SP 前編 |
| 14 | 1月12日  | ふかわりょう（2級）& 出川哲朗名人 VS “15歳家出中学生”                                                                                | 出張SP 後編 |
| 15 | 1月19日  | ペナルティ名人 VS “自称4歳アンドロイド少女”                                                                                          | |
| 16 | 1月26日  | 小木博明名人（おぎやはぎ） VS “19歳着エロぷにドル”                                                                                   | |
| 17 | 2月2日   | 北斗晶名人 VS “36歳性感マッサージ出張ホスト”                                                                                         | |
| 18 | 2月9日   | まちゃまちゃ名人 VS “30歳7股男” | |
| 19 | 2月16日  | 品川庄司名人 VS “恋するアキバ系男”                                                                                                   | |
| 20 | 2月23日  | ますだおかだ名人 VS “芸人より面白いと自負する素人”                                                                                   | |
| 21 | 3月2日   | 東貴博名人（Take2） VS “人気キャバクラ嬢”                                                                                            | 3週連続特別企画 『キャバクラ譲にずっと一言いいたかったんだSP・前編』                                                      |
| 22 | 3月9日   | 東貴博名人（Take2） VS “人気キャバクラ嬢” 土田晃之名人 VS “セクシーランキャバ嬢””                                                    | 3週連続特別企画 『キャバクラ譲にずっと一言いいたかったんだSP・前編』 『キャバクラ譲にずっと一言いいたかったんだSP・後編』 |
| 23 | 3月16日  | 土田晃之名人 VS “セクシーランキャバ嬢””                                                                                              | 3週連続特別企画 『キャバクラ譲にずっと一言いいたかったんだSP・後編』                                                      |
| 24 | 3月23日  | 笑福亭笑瓶名人 VS “730人斬り27歳淫乱女”                                                                                              | |
| 25 | 3月30日  | 西川史子名人 VS “オタクのリアルニート2人組”                                                                                          | |
| 26 | 4月6日   | ふかわりょう（2級）（見届け人：出川哲朗名人） VS “21歳男性不信のAV女優”                                                              | |
| 27 | 4月13日  | 小木博明名人 VS “No.1ネットアイドル”                                                                                                 | |
| 28 | 4月20日  | レギュラー名人（立会人：ふかわりょう） VS “女子中学生軍団”                                                                           | 2週連続春休み企画 |
| 29 | 5月4日   | レギュラー名人（立会人：ふかわりょう） VS “女子中学生軍団” 森下千里名人 VS “小学生軍団”                                              | 2週連続春休み企画 |
| 30 | 5月11日  | 大島美幸名人（森三中） VS “千葉発ホスト2人組”                                                                                        | |
| 31 | 5月18日  | 北斗晶名人 VS “月収120万以上稼ぐ現役美人ヘルス嬢2人組”                                                                               | |
| 32 | 5月25日  | | 総集編 |
| 33 | 6月1日   | 上島竜兵名人（ダチョウ倶楽部） VS “美人欲情不倫妻”                                                                                   | |
| 34 | 6月8日   | 劇団ひとり名人 VS “童貞・オタクのリアルニート”                                                                                       | |
| 35 | 6月15日  | 出川哲朗名人 VS “不倫カップル” | 『温泉SP in 熱海』 |
| 36 | 6月22日  | 出川哲朗名人 VS “不倫カップル” | 『温泉SP in 熱海』 |
| 37 | 6月29日  | 蛭子能収名人 VS “温泉ピンクコンパニオン”                                                                                             | 『温泉SP in 熱海』 |
| 38 | 7月6日   | 清水ミチコ名人 VS “人妻風俗嬢2人組”                                                                                                  | |
| 39 | 7月13日  | 国生さゆり名人 VS “霊長類最強の顔を持つ茨城発童貞ホスト2人組”                                                                        | |
| 40 | 7月20日  | ブラザートム名人 VS “妻子持ちの下着フェチ男”“体重130kgの専業主婦”“仮性包茎の男”                                                      | 『不良債権ネタ一掃SP』 |
| 41 | 7月27日  | 江川達也名人 VS “親のスネかじり歴40年のニート男”                                                                                     | |
| 42 | 8月3日   | 高畑淳子名人 VS “風俗嬢姉妹” | |
| 43 | 8月10日  | 笑福亭鶴光名人 VS “新宿マンバギャル2人組”                                                                                            | |
| 44 | 8月17日  | 青田典子名人 VS “600人の女性を相手にしたイラン人”                                                                                    | |
| 45 | 8月24日  | 長州小力名人 VS “謎のエロ催眠術師”                                                                                                   | |
| 46 | 8月31日  | 山崎邦正（アマ） VS “いい加減の頂点に君臨する男”                                                                                     | |
| 47 | 9月7日   | TIM名人 VS “渋谷系マンバギャル2人組”                                                                                                 | |
| 48 | 9月14日  | さとう珠緒名人 VS “スケベ外国人2人組”                                                                                                | |
| 49 | 9月21日  | 土田晃之名人 VS “21歳未婚の母のキャバクラ嬢”                                                                                         | |
| 50 | 9月28日  | 奈美悦子名人 VS “39歳の結婚できない男”                                                                                               | 『放送50回記念』 |
| 51 | 10月5日  | オスマン・サンコン名人 VS “渋谷大好きギャル15才&ギャル男16才”                                                                        | 『放送1周年記念』 |
| 52 | 10月12日 | 小木博明名人 VS “男運のない現役受付嬢”                                                                                               | |
| 53 | 10月19日 | 板尾創路名人 VS “帰ってきた人類史上最強のいい加減男”                                                                                 | |
| 54 | 11月9日  | 江川達也名人 VS “エロ漫画家になりたい童貞”                                                                                           | |
| 55 | 11月16日 | ふかわりょう（2級） VS 出川哲朗名人“ふかわりょう昇級試験” 竹山隆範名人・矢作兼名人 VS “男性が信じられない女（挑戦者：及川奈央）”     | |
| 56 | 11月23日 | 嶋大輔名人 VS “高学歴で無職で童貞”                                                                                                   | |
| 57 | 11月30日 | 香田晋名人 VS “9股不倫している42歳営業マン”                                                                                          | |
| 58 | 12月7日  | スピードワゴン名人 VS “成人前に借金が500万円ある男”                                                                                  | |
| 59 | 12月14日 | 安田大サーカス名人 VS “41歳無職で童貞”                                                                                               | |
| 60 | 12月21日 | 笑福亭笑瓶名人 VS “女になりたい40歳の男”“嫉妬深い19歳の女”“26歳からアイドルを目指している女”                                         | 『年末在庫一掃売り尽くしSP』                                                                                              |
| 61 | 12月28日 | 有田哲平名人 VS “オタクでニートで童貞でアイドルに恋をした男”“何もかもがいい加減な男”“合コン・セックスやりまくりの20歳ネットアイドル” | 『年末説教SP2006』 |

| 回  | 放送日   | 対局 | 備考                                             |
| --- | -------- | --- | ------------------------------------------------ |
| 62  | 1月11日  | バナナマン名人 VS “現役オッパイパブ嬢2人組” |                                                  |
| 63  | 1月18日  | 室井佑月名人 VS “金粉フェチの28歳女社長” |                                                  |
| 64  | 1月25日  | 有賀さつき名人 VS “ベタベタ高校生バカップル” |                                                  |
| 65  | 2月1日   | 蛭子能収名人 VS “妻が風俗に出勤している男” |                                                  |
| 66  | 2月8日   | 出川哲朗名人 VS “大人のおもちゃ屋を始めたい元ミス学園のキャバ嬢”                                                                                                  |                                                  |
| 67  | 2月15日  | 萩原流行名人 VS “ホストの彼氏に貢ぐレースクイーン”“男性に興味がない清純派アイドル”“介護ヘルパーから転身したAV女優”                                                | 『今ドキの女の子を怒っちゃうぞSP』               |
| 68  | 2月21日  | ボビー・オロゴン名人 VS “元総長・元副総長・現役親衛隊長の暴走族3人組”                                                                                             |                                                  |
| 69  | 2月28日  | ふかわりょう（2級） VS “貢がせる24歳風俗嬢” |                                                  |
| 70  | 3月7日   | ダチョウ倶楽部名人 VS “男運のないバドガール”“儲からない事が不満なグラビアアイドル（前原あい）”“24歳にして野菜が食べられないアイドル（小田有紗）”                  |                                                  |
| 71  | 3月14日  | ケンドーコバヤシ名人 VS “男をもてあそぶ小悪魔な44歳” |                                                  |
| 72  | 3月21日  | 室井佑月名人 VS “子供と彼氏持ちのゲイ” |                                                  |
| 73  | 3月28日  | 宮川大輔名人 VS “何もないくせに口が立つ44歳の男” |                                                  |
| 74  | 4月4日   | アンジャッシュ名人 VS “29歳崖っぷちセクシーアイドル” |                                                  |
| 75  | 4月11日  | ブラザートム名人 VS “下ネタ俳句が得意な女性エロ歌手”“色々やりたいが全く計画性のない女”“18禁扱いになってしまう清純派アイドル”                                      |                                                  |
| 76  | 4月18日  | 川田広樹名人（ガレッジセール） VS “3人組処女軍団” |                                                  |
| 77  | 4月26日  | 勝俣州和名人 VS “46歳から芸人を目指す男とその妻” |                                                  |
| 78  | 5月3日   | 熊田曜子名人 VS “熊田曜子よりもセクシーだと言い張る崖っぷちアイドル”                                                                                              |                                                  |
| 79  | 5月10日  | 斉藤洋介名人 VS “平成生まれのセクシーアイドル（小田ひとみ）” |                                                  |
| 80  | 5月17日  | ガダルカナル・タカ名人 VS “フリーターで童貞な54歳” |                                                  |
| 81  | 5月24日  | 東京ダイナマイト名人 VS “年下と寝まくりな48歳の子持ちの女” |                                                  |
| 82  | 5月31日  | 山崎邦正（アマ） VS “宮川大輔を圧倒した口が立つ男” |                                                  |
| 83  | 6月14日  | インパルス名人 VS “ウンチトークが得意なグラビアアイドル（姫神ゆり）”“地獄に落ちたくないと悩むアイドル（黒澤ひかり）”“キスマークをつけるのが下手なアイドル”        | 『ドキッ・美女だらけの怒りオヤジSP』             |
| 84  | 6月21日  | いとうまい子名人 VS “33歳だけど永遠の17歳・自称スーパーアイドルの男”（日野誠）                                                                                    |                                                  |
| 85  | 6月28日  | 森下千里名人 VS “お金儲けの為にエロ漫画を描きたい童貞”“フリーターで童貞な54歳”                                                                                    | 『夏直前・童貞SP』                               |
| 86  | 7月5日   | ブラックマヨネーズ名人 VS “2人合わせて150kgの巨乳風俗嬢” |                                                  |
| 87  | 7月12日  | 北野誠名人 VS “20歳以上の男は拒絶するショタコンな女” |                                                  |
| 88  | 7月19日  | 北斗晶名人 VS “地方ホスト第3弾!!つくばのホスト3人組” |                                                  |
| 89  | 7月26日  | 北斗晶名人 VS “地方ホスト第3弾!!つくばのホスト3人組” |                                                  |
| 90  | 8月2日   | 嘉門達夫名人 VS “男をケダモノとしか見ない偏見女” |                                                  |
| 91  | 8月9日   | アダモちゃん名人 VS “現役キャビンアテンダントの玉の輿女” |                                                  |
| 92  | 8月16日  | 藤田弓子名人 VS “夢はあるがゴミ人間な男”“年金を払おうとしない女”                                                                                                  | 『お盆だよ!団塊の怒りSP』                        |
| 93  | 8月23日  | 麒麟名人 VS “モノマネ芸人を夢見る35歳童貞” |                                                  |
| 94  | 8月30日  | | 総集編『瞬間最高視聴率ランキングベスト10祭り!!』 |
| 95  | 9月6日   | 松崎しげる名人 VS “過去に4人彼氏がいたが処女な女（姫宮みちり）”“浮気がやめられないレースクイーン”“痴漢にあいまくりな女”                                           | 『秋だ!とれたて!今どきの美女SP』                 |
| 96  | 9月13日  | ほっしゃん。名人 VS “潔癖症なアイドル「ペキドル」” |                                                  |
| 97  | 9月20日  | 前田健名人 VS “22歳セレブニートな女” |                                                  |
| 98  | 9月27日  | たむらけんじ名人 VS “超ネガティブで超イジメられ体質の男” |                                                  |
| 99  | 10月3日  | 浜田幸一横綱（サポート：ふかわりょう） VS “55歳でほとんどニートな男”“4人の男性と不倫中の女”“未だに売れない崖っぷちアイドル” 叶姉妹名人 VS “栃木のレディース3人組” | 『大事件勃発!禁断SP』                            |
| 100 | 10月11日 | 桑野信義名人 VS “自らを宇宙人だと言い張る女”“自らを神様だと言い張る男”                                                                                            | 『百回記念降臨SP』                               |
| 101 | 10月18日 | 出川哲朗名人 VS “収録直前に不倫デビューした人妻” |                                                  |
| 102 | 10月25日 | 奈美悦子名人 VS “売れたいグラビアアイドル3人組” | 『秋だ!とれたて今どきのアイドルSP』              |
| 103 | 11月1日  | バナナマン名人 VS “子どもよりも自分が1番!元レディースの未婚のママ”                                                                                                |                                                  |
| 104 | 11月8日  | 竹原慎二名人 VS “親不孝者の43歳フリーターの男” |                                                  |
| 105 | 11月15日 | ますだおかだ名人 VS “22歳ド変態!!現役レースクイーン” |                                                  |
| 106 | 11月22日 | 浅草キッド名人 VS “親のスネをかじり続けるセレブニート男” |                                                  |
| 107 | 11月29日 | 山田花子名人 VS “吉本芸人2人を葬った最強の屁理屈男” |                                                  |
| 108 | 12月6日  | にしおかすみこ名人 VS “3股をかける浪人生の男”“股間がMAX20cmだという男”“オネエキャラアイドルを目指す男”                                                            | 『冬将軍到来!男祭りSP』                          |
| 109 | 12月13日 | ケビン・クローン名人 VS “現役CAで玉の輿至上主義の女” |                                                  |
| 110 | 12月20日 | 小木博明名人 VS “ネットカフェ難民の秋葉系男” | 『2007年総決算SP』                               |

| 回  | 放送日   | 対局 | 備考                                                         |
| --- | -------- | --- | ------------------------------------------------------------ |
| 111 | 1月10日  | 有田哲平名人 VS “一流でない男は眼中にない現役CAの女”“自らを宇宙人だと言い張る女”“処女で悪女な女”                                                               | 『三つ子の魂百まで 有田厄除け大師〜新春900秒拡大SP〜』       |
| 112 | 1月17日  | ザブングル名人 VS “人形が恋人なアイドル”“エロ小説が大好きなアイドル”                                                                                           | 『ドキッ!美女だらけの寒中水着説教SP』                        |
| 113 | 1月24日  | 北斗晶名人 VS “モンスターペアレントなクレーム女” |                                                              |
| 114 | 1月31日  | ブラザートム名人 VS “37歳・無職・童貞・天然キャラの男” |                                                              |
| 115 | 2月7日   | FUJIWARA名人 VS “体が目当てな男共が信じられないグラビアアイドル”“合コンに来る男が許せないイタリア出身女子大生”                                                 | 『バレンタイン直前!私たちにチョコなんて…男のアレがキライSP』 |
| 116 | 2月14日  | 蛭子能収名人 & 出川哲朗名人 VS “誰かに何とかしてもらいたい干物女”“新婚ホヤホヤなピンクコンパニオオン”                                                          |                                                              |
| 117 | 2月21日  | 蛭子能収名人 & 出川哲朗名人 VS “誰かに何とかしてもらいたい干物女”“新婚ホヤホヤなピンクコンパニオオン”                                                          | 『世界オヤジ2008（出川勝利）』                               |
| 118 | 3月6日   | ふかわりょう（2級） & 山崎邦正（アマ） VS “浮気がやめられない5股中の女”“男と長続きしない現役デリヘル嬢”                                                        |                                                              |
| 119 | 3月13日  | ふかわりょう（2級） & 山崎邦正（アマ） VS “浮気がやめられない5股中の女”“男と長続きしない現役デリヘル嬢”                                                        | 『世界オヤジ2008（ふかわ勝利）』                             |
| 120 | 3月20日  | 出川哲朗名人 & ふかわりょう（2級） VS “イタズラ好きで周囲を惑わす女”                                                                                           | 『世界オヤジ2008（ふかわ勝利・名人へ昇格、出川2級へ降格）』  |
| 121 | 3月27日  | エド・はるみ名人 VS “自分を知ってもらいたい究極の自分押しつけ男”                                                                                               |                                                              |
| 122 | 4月3日   | 小島よしお名人 VS “KYなギャグを連発する55歳でニート童貞の男”                                                                                                   |                                                              |
| 123 | 4月10日  | 堀内健名人（ネプチューン） VS “オナラが臭い男の子”“小説にハマる女の子”“マユ毛がマロな女の子”“くせ毛な女の子”“相方が欲しい男の子”“なかなか売れない47歳の男の子” | 『新学期おめでとう!子供SP』                                  |
| 124 | 4月24日  | 千原せいじ名人（千原兄弟） VS “22歳ニートで無関心な女”“男より魚が好きな大阪系「釣りドル」”                                                                     | 『春満開!ビジュアルクイーンSP』                              |
| 125 | 5月1日   | いとうまい子名人 VS “リストラにあった経験のある童貞芸人” |                                                              |
| 126 | 5月8日   | フットボールアワー名人 VS “結成4か月のキワ系芸人コンビ” |                                                              |
| 127 | 5月15日  | 小倉優子名人 VS “褒められたい究極の自分押しつけ男” |                                                              |
| 128 | 5月22日  | 江川達也名人 VS “三十路を越えてもニートを満喫しまくる男” | タレントのニートスズキこと斎藤智成                           |
| 129 | 5月29日  | つるの剛士名人 VS “貧乏人を完全に見下している女” | 水谷舞                                                       |
| 130 | 6月5日   | 博多華丸・大吉名人 VS “行列のできる説教部屋” |                                                              |
| 131 | 6月12日  | サンドウィッチマン名人 VS “番組過去最多出場！何もかもいい加減な男”                                                                                             |                                                              |
| 132 | 6月19日  | 黒沢年雄名人 VS “人生の路頭に迷う中年の男” |                                                              |
| 133 | 6月26日  | ダイアモンド☆ユカイ名人 VS “ダメ男とばかり付き合ってしまうラウンドガール”“彼氏が欲しいセクシー占い師”                                                          |                                                              |
| 134 | 7月3日   | ジャリズム名人 VS “セフレが36人いるキャバ嬢” |                                                              |
| 135 | 7月10日  | 髭男爵名人 VS “好きな人の前では何もかもが恥ずかしいアイドル（みづきあかり（旧・美月あかり））”“赤ちゃん系アイドル「バブドル」”                                 | 『夏だ!薄着SP!!』                                            |
| 136 | 7月17日  | 泰葉名人 VS “堂々と不倫にはまる生涯現役絶倫男” |                                                              |
| 137 | 7月24日  | 大林素子名人 VS |                                                              |
| 138 | 7月31日  | 有吉弘行名人 VS |                                                              |
| 139 | 8月7日   | 宮本和知名人 VS |                                                              |
| 140 | 8月14日  | 羽野晶紀名人 VS |                                                              |
| 141 | 8月21日  | 出川哲朗名人 VS | 『DVD発売記念!!行列ができる怒り説教部屋』                    |
| 142 | 8月28日  | 出川哲朗名人 VS | 『DVD発売記念!!行列ができる怒り説教部屋』                    |
| 143 | 9月4日   | カイヤ名人 VS “ガングロ・金髪・派手メイクの渋谷ギャルサー” |                                                              |
| 144 | 9月11日  | はるな愛名人 VS “30代現役アイドル「さっち〜」” |                                                              |
| 145 | 9月18日  | 桑野信義名人 VS “パチンコがやめられない親子” |                                                              |
| 146 | 9月25日  | 野沢直子名人 VS |                                                              |
| 147 | 10月2日  | TKO名人 VS “29歳で童貞の男” |                                                              |
| 148 | 10月9日  | ジャガー横田名人 VS “セフレが66人いる女” |                                                              |
| 149 | 10月16日 | 志垣太郎名人 VS “自称合コンの女王” |                                                              |
| 150 | 10月23日 | アンガールズ名人 VS “H大好きJカップの女”“Hカップの人妻風俗嬢”“Fカップの彼氏の言いなり女”                                                                       | 『秋のガールズコレクション2008 in 根津』                     |
| 151 | 10月30日 | なだぎ武名人（ザ・プラン9） VS “ますますぶっちぎりな清純派アイドル”                                                                                            |                                                              |
| 152 | 11月6日  | 野々村真名人 VS “30代後半から芸能界を目指す2児の母” |                                                              |
| 153 | 11月13日 | ケンドーコバヤシ名人 VS “下着を着ないアイドルの卵”“超ホレっぽい女優の卵”“ショコタン似の歌手の卵”                                                               |                                                              |
| 154 | 11月20日 | SHEILA名人 VS “鋼の心を持ちたい男”“チャンピオンになりたい男”                                                                                                   | 『あの挑戦者をブッ飛ばせ!4』                                 |
| 155 | 11月27日 | アンジャッシュ名人 VS “志望動機「無し」の普通の女” |                                                              |
| 156 | 12月4日  | 中澤裕子名人 VS “いつまでもチャラチャラしたい男子大学生2人組”                                                                                                  |                                                              |
| 157 | 12月11日 | 原口あきまさ名人 VS “22歳真性ドM女” |                                                              |
| 158 | 12月18日 | 北野誠名人 VS “非道外道な女性使い捨て男” |                                                              |
| 159 | 12月25日 | 出川哲朗名人 VS “女装サラリーマン” |                                                              |

| 回  | 放送日  | 対局 | 備考                                         |
| --- | ------- | --- | -------------------------------------------- |
| 160 | 1月8日  | カラテカ名人 VS “野外プレイが大好きな女優（緒川凛）”“バスト103cmのバイシャクセルなグラドル（早川貴子）”“名古屋が生んだ還暦アイドル” | 『新春大売出し!セクシー福袋SP』              |
| 161 | 1月15日 | “崖っぷちセクシーアイドル”“岩手産天然ネガティブ青年”VS 長井秀和                                                                     | 『口ゲンカ最強の素人は誰だ!?素人名人決定戦』 |
| 162 | 1月22日 | “崖っぷちセクシーアイドル”“岩手産天然ネガティブ青年”VS 長井秀和                                                                     | 『口ゲンカ最強の素人は誰だ!?素人名人決定戦』 |
| 163 | 1月29日 | 駒田徳広名人 VS | 『コーチ私を叱って下さい!愛の千本ノックSP』  |
| 164 | 2月5日  | オードリー名人 VS “派遣でアラフォーでずっと男に縁がない女”                                                                          |                                              |
| 165 | 2月12日 | せんだみつお名人 VS “イカれアイドル”“兼ドル”“イラドル（山下若菜）”                                                                  |                                              |
| 166 | 2月19日 | アグネス・チャン名人 VS “未だに不倫している生涯現役絶倫男”                                                                          |                                              |
| 167 | 2月26日 | 藤崎奈々子名人 VS “やりたいと思ったらそこにいる女性とすぐにやれる男”                                                                |                                              |
| 168 | 3月5日  | ブラザートム名人 VS “派遣社員ミュージシャン”“野菜ソングロッカー”“自作ロボ着用コスプレ男”                                            | 『僕達 今時の夢見るアラフォーSP』            |
| 169 | 3月12日 | 有吉弘行名人 VS “かつての姿を取り戻したつもりの女”                                                                                  |                                              |
| 170 | 3月19日 | 遠藤憲一名人 VS “月収150万稼ぐキャバ嬢”                                                                                             |                                              |
| 171 | 3月26日 | | 『童貞オールスター感謝祭』                   |

- 「名人」という肩書きがタレントによって昇格したり、降格するようになった。2006年4月6日の放送では、ふかわりょうの昇級試験も行われた。

## エピソード
- 『怒りオヤジ3』が終了を言い渡された際に及川奈央は「なんで『アリケン』じゃないんですか？」と号泣した。
- 『怒りオヤジ3』終了後の時間帯に『モヤモヤさまぁ〜ず2』が昇格。伊藤Pは「昇格した」と言ったがさまぁ〜ずに「それ、怒りオヤジの枠が空いただけじゃん」と見抜かれたがとぼけた。

## スタッフ
- 構成：堀田延、鈴木三世
- リサーチ：平澤美紀（フルタイム）
- カメラマン：青木芳行、海野太郎
- 音声：佐々野昌樹（エイフィールド）、清水新太郎
- 照明：佐藤久雄（スター照明）
- 技術協力：鴇田晴海（EAT）
- 編集：遠藤顕史、山崎哲幸（OMNIBUS JAPAN）
- MA：水落洋一郎（OMNIBUS JAPAN）
- 音効：松田創（Thee BLUEBEAT）
- 美術：田汲喜義（テレビ東京アート）
- 小道具：山下正美（テレフィット）
- モニター：小神野徹（東京チューブ）
- メイク：中尾あい
- スタイリスト：小佐井美穂（fusage）〔竹山担当〕、上野真穂（アップワード）〔矢作担当〕、桐原事務所〔及川担当〕
- 番宣：横川秀樹（テレビ東京）
- アシスタントプロデューサー：内藤三保子
- ディレクター：株木亘・角田康治（テレビ東京）、辻正記、小田清仁（小田→演出回あり）
- 演出：水口智就
- プロデューサー：伊藤隆行・澤井伸之（テレビ東京）、中村昌哉、千田都
- 制作協力：極東電視台
- 製作著作：テレビ東京

### 過去のスタッフ
- 番宣：保科啓、小林教子（テレビ東京）
- ディレクター：立澤哲也、濱谷晃一（テレビ東京）、酒井甚哉
- アシスタントプロデューサー：菊地順子、飯田知佳、米村まどか、海野和可奈

## ネット局と放送時間
| 放送対象地域   | 放送局             | 系列           | 放送日時           | 備考       |
| -------------- | ------------------ | -------------- | ------------------ | ---------- |
| 関東広域圏     | テレビ東京         | テレビ東京系列 | 木曜 24:12 - 24:53 | 制作局     |
| 北海道         | テレビ北海道       | テレビ東京系列 | 木曜 24:12 - 24:53 | 同時ネット |
| 愛知県         | テレビ愛知         | テレビ東京系列 | 木曜 24:12 - 24:53 | 同時ネット |
| 岡山県・香川県 | テレビせとうち     | テレビ東京系列 | 木曜 24:12 - 24:53 | 同時ネット |
| 福岡県         | TVQ九州放送        | テレビ東京系列 | 木曜 24:12 - 24:53 | 同時ネット |
| 大阪府         | テレビ大阪         | テレビ東京系列 | 月曜 24:12 - 24:53 | 4日遅れ    |
| 岩手県         | IBC岩手放送        | TBS系列        | 金曜 25:35 - 26:15 | 78日遅れ   |
| 宮城県         | 東北放送           | TBS系列        | 木曜 25:29 - 26:09 | 21日遅れ   |
| 鳥取県・島根県 | 日本海テレビ       | 日本テレビ系列 | 木曜 24:34 - 25:19 | 21日遅れ   |
| 熊本県         | くまもと県民テレビ | 日本テレビ系列 | 土曜 24:55 - 25:35 | 30日遅れ   |
| 鹿児島県       | 鹿児島読売テレビ   | 日本テレビ系列 | 木曜 24:38 - 25:08 | 不明       |
| 石川県         | 石川テレビ         | フジテレビ系列 | 金曜 25:10 - 25:50 | 22日遅れ   |
| 三重県         | 三重テレビ         | 独立UHF局      | 金曜 26:20 - 27:00 | 127日遅れ  |
| 滋賀県         | びわ湖放送         | 独立UHF局      | 月曜 24:20 - 25:00 | 11日遅れ   |

- 広島ホームテレビでは深夜枠にて不定期放送されていた。

過去のネット局
- 青森朝日放送
- テレビユー福島（2006年4月で打ち切り）
- テレビ新潟
- 福井テレビ
- 岐阜放送
- 静岡放送
- 長崎放送（2008年9月で打ち切り）
- 宮崎放送（2009年3月で打ち切り）

## DVD
- 『怒りオヤジ3のDVDですけど何か…?』（2008年8月22日発売、2枚組み）発売元：テレビ東京 販売元：東宝